# Crematogaster laeviuscula
Crematogaster laeviuscula är en myrart som beskrevs av Mayr 1870. Crematogaster laeviuscula ingår i släktet Crematogaster och familjen myror. Inga underarter finns listade i Catalogue of Life.

## Bildgalleri

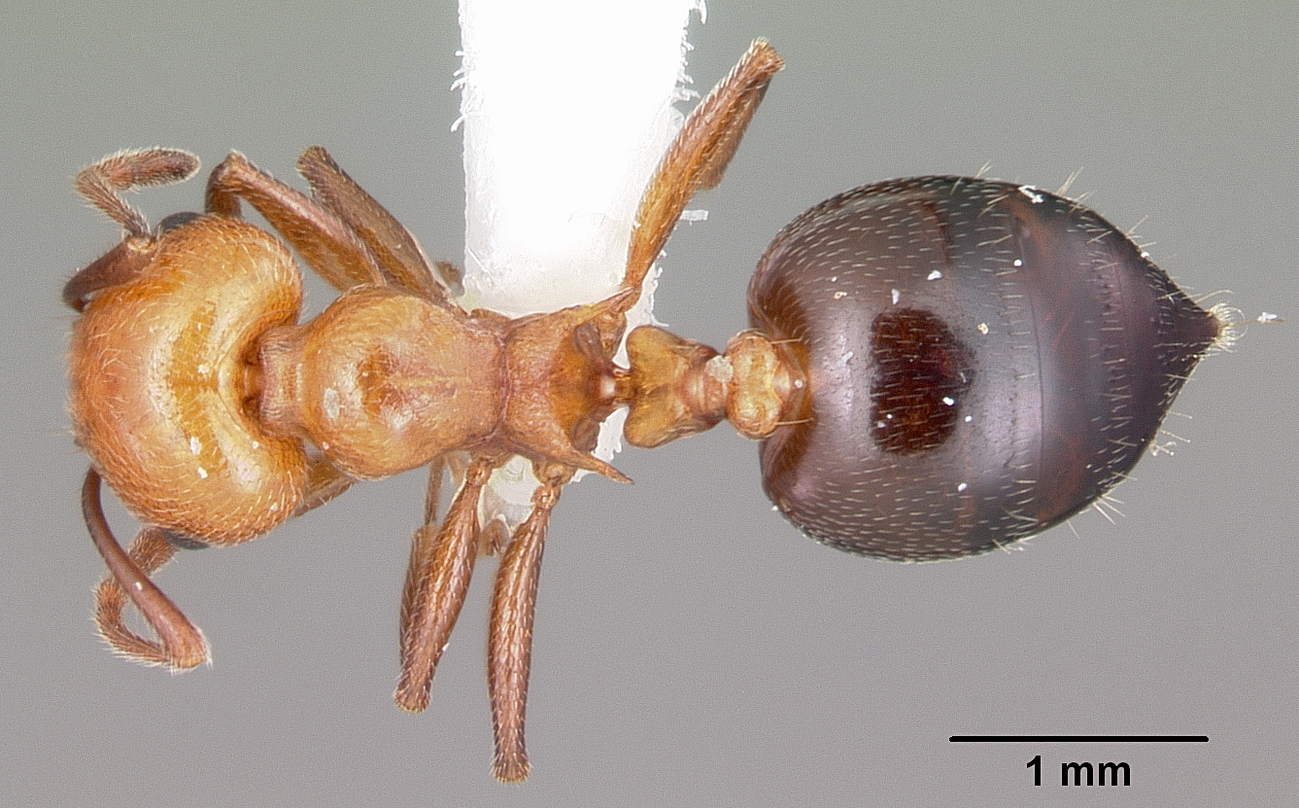
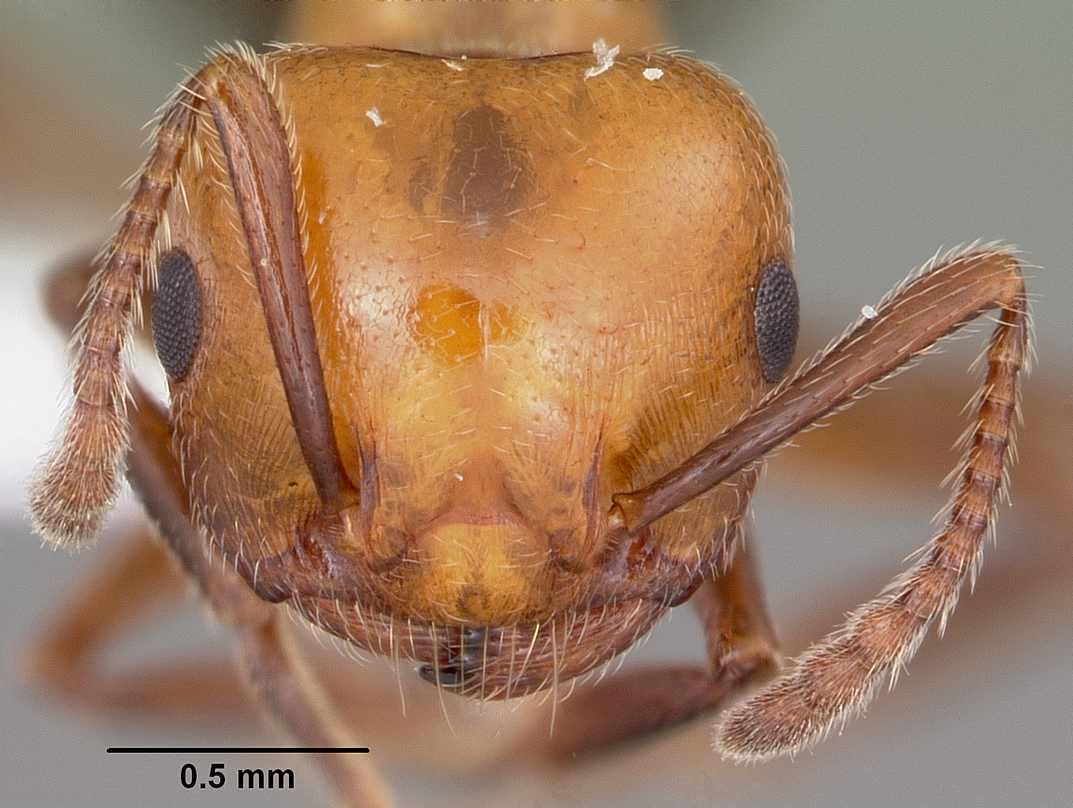
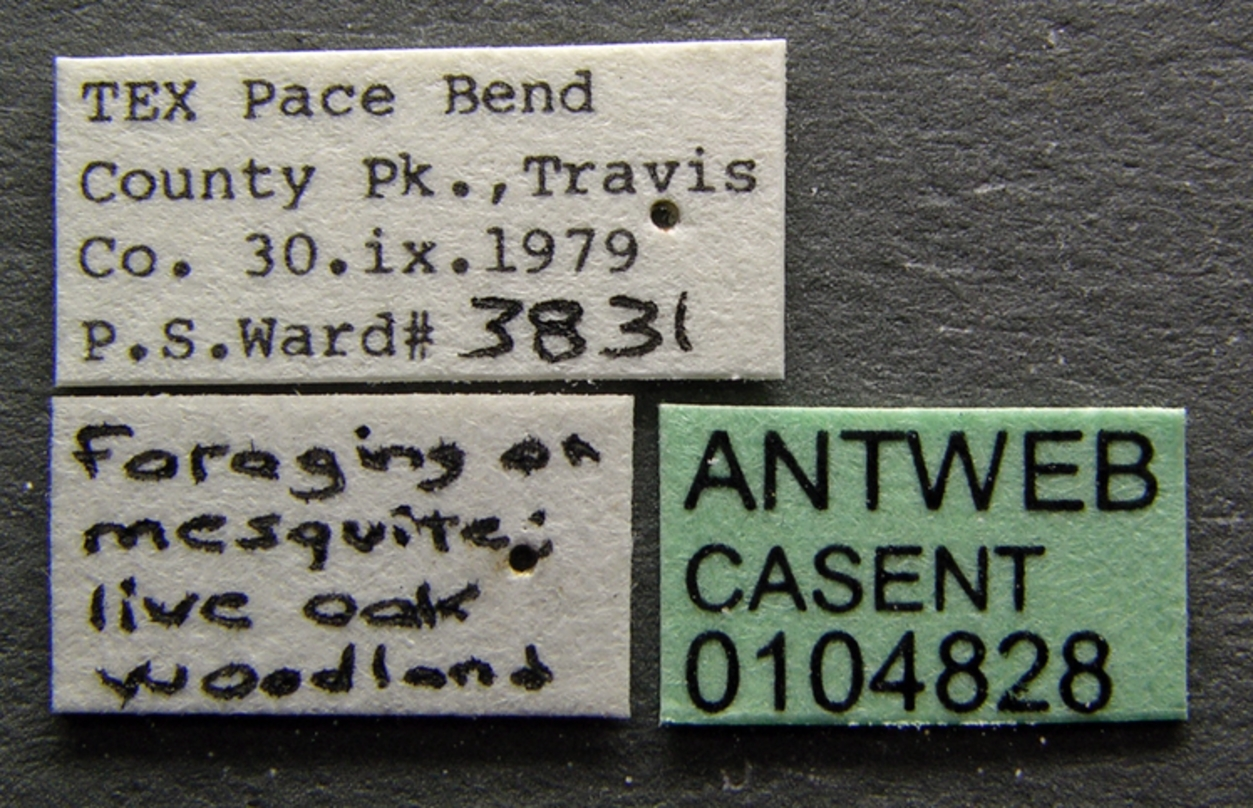
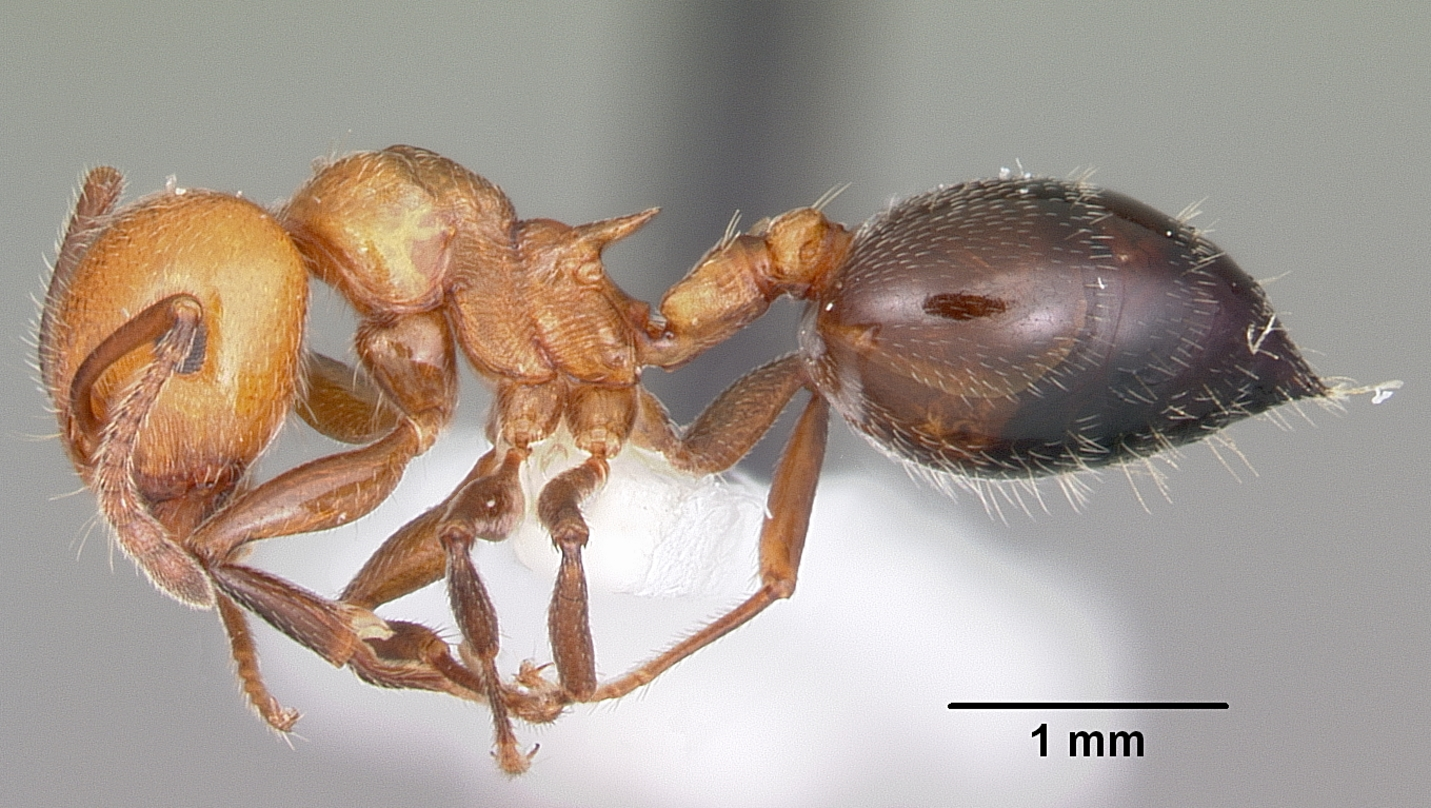